# Чотрић
Чотрић је презиме. Значајни људи са овим презименом су:
- Александар Чотрић (1966), политичар
- Јевта Савић Чотрић (око 1767–1821), политичар и дипломата